# Lex Luthor
Alexander Joseph "Lex" Luthor é um supervilão fictício que aparece em histórias em quadrinhos publicadas pela editora americana DC Comics. Criado por Jerry Siegel e Joe Shuster, Lex Luthor apareceu pela primeira vez na Action Comics #23 (Abril de 1940) e desde então tem sido o arqui-inimigo do Superman.
O personagem é um poderoso bilionário corrupto, magnata, cientista, inventor, filantropo para a cidade de Metrópolis e uma das pessoas mais inteligentes do mundo. Uma figura pública carismática e bem conhecida, ele tem a intenção de livrar o mundo do super-herói alienígena Superman, que Lex Luthor vê como um obstáculo aos seus planos megalomaníacos e como uma ameaça à própria existência da humanidade. Como um supervilão de alto status, ele também entra em conflito com o Batman e outros super-heróis do Universo DC.
Lex Luthor tradicionalmente não tem superpoderes ou uma identidade secreta e, normalmente, aparece com uma cabeça careca. Ele usa periodicamente seu traje de guerra, uma armadura de batalha de alta tecnologia dando-lhe maior resistência, voo, armamento avançado, entre outras capacidades. Lex Luthor é o proprietário de uma corporação chamada LexCorp, com Mercy Graves como sua assistente pessoal e guarda-costas. Luthor tem trabalhado com cuidado sua persona pública, a fim de evitar suspeitas e prisão. Ele é bem conhecido por sua filantropia, doando grandes somas de dinheiro para Metrópolis ao longo dos anos, financiando parques, fundações e instituições de caridade. Lex Luthor é corrupto, pois muitas vezes usa seus atos corruptos como uma forma de atrair o Superman para uma cilada, mas Superman sempre arranja um jeito de escapar para frustrar os planos de Luthor como sempre faz.
O personagem foi classificado em 4º na lista dos 100 Maiores Vilões de Histórias em Quadrinhos de Todos os Tempos da IGN e como o 8º maior vilão pela Wizard em sua lista dos 100 Maiores Vilões de Todos os Tempos. Ele também é descrito como um "mega-vilão" pelo crítico de quadrinhos Peter Sanderson, um dos poucos vilões da passagem do gênero cujas aventuras acontecem "em um mundo no qual as leis ordinárias da natureza são um pouco suspensas.
Luthor já foi interpretado no cinema por Lyle Talbot, Gene Hackman, Kevin Spacey e Jesse Eisenberg, enquanto John Shea e Michael Rosenbaum interpretou ele na televisão.

## História e publicação do personagem

### Criação e desenvolvimento

Action Comics #23 (1940): A primeira aparição de Lex Luthor.

Em sua primeira aparição, Action Comics # 23 (Abril de 1940), Luthor é retratado como um gênio diabólico e é referido apenas por seu sobrenome. Ele reside em uma cidade voadora suspensa por um dirigível e tenta provocar uma guerra entre duas nações europeias. Lois Lane e Clark Kent investigam, o que resulta em Lois sendo sequestrada. Luthor enfrenta o Superman com um raio verde, mas Luthor é finalmente derrotado por ele, e Lois é resgatada.
Luthor retorna em Superman #4 e rouba uma arma do Exército dos Estados Unidos que é capaz de causar terremotos. Superman enfrenta e derrota Luthor, e o dispositivo terremoto é destruída por Superman. O cientista que fez o dispositivo comete suicídio para evitar a sua reinvenção. Em uma história na mesma edição, Luthor cria uma cidade no submerso Continente Perdido do Pacifo e recria monstros pré-históricos, que ele planeja soltar sobre o mundo. Superman frustra seus planos. Luthor retorna em Superman #5 com um plano de colocar gás hipnótico nos escritórios de pessoas influentes. Ele pretende colocar a nação em uma depressão, com a ajuda do financista corrupto Moseley, mas a história termina com Superman o derrotando.
Nestas primeiras histórias, os esquemas de Luthor estão centrados em torno de ganho financeiro ou ambições megalomaníacas; ao contrário da maioria das  encarnações posteriores, ele não demonstra nenhuma forte animosidade contra Superman além de ressentimento inevitável da constante interferência do Superman com seus planos.
Nas primeiras aparições de Luthor, ele é mostrado como um homem de meia-idade com uma cabeça cheia de cabelo ruivos. Menos de um ano depois, no entanto, um erro artístico resultou em Luthor sendo descrito como completamente careca em uma tira de jornal. O erro original é atribuído a Leo Nowak, um desenhista do estúdio que ilustrou Superman para os jornais durante este período. Uma hipótese é que Nowak confundiu Luthor com Ultra-Humanoide, um inimigo frequente de Superman, que, em sua encarnação da Era de Ouro, se assemelha a um homem idoso careca. Próxima aparição de Luthor ocorre em Superman #10 (maio de 1941), no qual Nowak descreveu ele como significativamente mais gordo, com papada visíveis  A perda de cabelo abrupta do personagem foi referenciada várias vezes ao longo de sua história.
Em 1944, Luthor foi o primeiro personagem de uma história em quadrinhos, (e um dos primeiros na ficção) a usar uma bomba atômica. O Departamento de Defesa dos Estados Unidos (então conhecido como o Departamento de Guerra dos Estados Unidos) fez esta linha da história ser adiada da publicação, que foi até 1946.

### Era de Prata (Terra 1)
Em 1960, já na Era de Prata, a origem e o primeiro nome de Luthor foram revelados na revista Adventure Comics nº 271. Sua família havia mudado para Smallville (Pequenópolis, dependendo da editora e versão) quando Lex era um adolescente, e ele tornou-se um grande admirador do Superboy. Ele já possuía algum talento científico e o usou para ajudar o herói. Em gratidão por esse apoio, o Superboy montou um laboratório para Lex. O garoto começou a trabalhar em dois projetos usando seus novos equipamentos: uma forma de vida artificial e um meio de tornar o Superboy imune a Kryptonita. Um imprevisto durante as experiências provocou um incêndio no laboratório e o jovem Clark Kent usou seu super-sopro para apagar as chamas, ignorante das consequências que isso traria. A força do sopro derrubou produtos químicos em Luthor (a causa de sua calvície) e destruiu ambos os projetos. Lex julgou essa atitude proposital, fruto de inveja que o herói nutriria em relação a seu grande intelecto. Ele jurou então mostrar sua superioridade ao mundo matando-o.
Lex tem uma irmã chamada Lena. Envergonhada da carreira criminosa de seu irmão, ela mudou-se de Metropólis e trocou seu sobrenome para "Thorul" (um anagrama de Luthor).
Durante a década de 1970 surgiu nas páginas da revista Actions Comics um planeta no qual Luthor era aclamado como um salvador. Ele ajudou os habitantes desse mundo a reconstruir sua civilização e eles o homenagearam rebatizando sua terra como Lexor. Uma vez reconstruído o planeta, Lex o usou como base para lançar várias ofensivas contra o Super-Homem. Foi durante esse período que surgiu a armadura robótica verde e roxa que Luthor veio a usar em várias ocasiões desde então. Um dos planos do vilão acabou resultando na destruição do planeta Lexor, matando todos os habitantes incluindo a nativa com quem Luthor se casara. Apesar de entristecido pela destruição de Lexor, Luthor jamais sentiu remorso, considerando a responsabilidade pelo cataclismo exclusiva do Superman.

## Versão Moderna

### De cientista à empresário

Luthor em destaque na capa da minissérie The Man of Steel, publicada em 1986. A partir daquele ano, o vilão seria caracterizado de forma completamente diferente.

Luthor, assim como vários outros personagens ligados ao Super-Homem, foi remodelado em 1986 pelo roteirista John Byrne, e de cientista louco passou a ser um empresário criminoso. Na nova versão da origem do vilão ele passou a infância num distrito pobre de Metropolis e seu pai o ridicularizava por sonhar com uma vida melhor. Perry White conheceu Lex ainda jovem e encorajava sua ambição. Ele enriqueceu ainda durante a adolescência, quando recebeu uma apólice de seguro depois de seus pais morrerem num acidente de carro. Anos mais tarde, uma biografia não-autorizada sugeriu que Lex provocou a morte de seus pais e que ele próprio havia obtido o contrato do seguro de vida sem o conhecimento deles.
Luthor atualmente é um megaempresário com os delírios de poder e dominação típicos dos super-vilões surgidos durante a Era de Ouro. É um personagem interessante especialmente em comparação ao Superman: enquanto o herói máximo da DC é um alienígena cheio de poderes, seu principal inimigo é um ser humano comum. Ainda que milionário e um grande intelectual, o vilão Luthor é algo muito mais próximo do leitor do que Clark Kent. Entretanto Luthor supera essas limitações e, graças a sua obsessão, consegue ser um estorvo maior para o Super-Homem do que vilões sobre-humanos como Darkseid.
Lex e Lena foram enviados para um lar adotivo e ficaram sob a guarda de um casal ganancioso que cobiçava a herança dos jovens, mas o jovem Luthor transferiu o dinheiro para uma conta segura assim que atingiu a maioridade. Seu pai adotivo tentou coagir Lena, tentando fazê-la pedir dinheiro para o irmão que supostamente seria gasto na sua educação. Lena, entretanto, recusou-se a enganar Lex. Furioso, o tutor dos Luthor espancou-a até a morte. Lex encontrou o corpo da irmã ao voltar de um jogo de futebol; a perda o transformou num homem amargo, disposto a fazer qualquer coisa por poder e a destruir qualquer um em seu caminho.
Num primeiro momento, a raiva de Luthor se voltou contra Perry White, já que ele o manteve distraído no jogo enquanto Lena era assassinada. Para se vingar, Lex seduziu a mulher de Perry, com quem este acabara de se casar. Desse breve caso nasceu Jerry White, que só descobriu quem era seu verdadeiro pai no final da adolescência e pouco antes de morrer. Os ataques de Luthor não se resumiram a isso; por mais de uma vez ele tentou fechar o Planeta Diário, sendo que em mais de uma dessas tentativas adquiriu a propriedade do jornal antes.
Lex usou sua riqueza e genialidade para fundar a Lexcorp, uma grande multinacional atuante em áreas bastante diversificadas, mas que se sobressai no desenvolvimento de tecnologia de ponta. Conforme a empresa crescia, foi se tornando parte vital da economia de Metrópolis, até que finalmente Luthor tornou-se o homem mais influente da cidade.
Ao mesmo tempo em que se tornava um dos maiores homens de negócios do país, ele conseguiu dominar o submundo do crime. Lex gerou tumulto nas ruas vendendo armas às gangues de Metrópolis e usando sua equipe de funcionárias (a maioria dos capangas de Luthor são mulheres) para coletar informações com que pudesse chantagear os principais chefões do crime organizado, garantindo sua participação em qualquer plano que desenvolvesse. Entretanto, tudo isso terminou com a chegada do Super-Homem.
Alguns meses depois da primeira aparição do Superman, terroristas atacaram o Iate de Luthor, quando o usava para recepcionar um baile de gala. Luthor observou o Super-Homem em ação e tentou contratá-lo como guarda-costas. Lex admitiu ainda que suspeitava que o ataca seria deslanchado e que não tomou nenhuma providência justamente para poder testemunhar uma aparição do Superman. O prefeito Berkowitz que estava no baile pediu ao Homem de Aço que levasse Luthor à cadeia por seu comportamento negligente. Luthor decidiu destruir o Superman nesse momento, furioso com a humilhação pública que passou, e desde então devotou muito tempo a essa causa. Além disso havia o anseio de Luthor por ser sempre o melhor, que o levou da pobreza ao poder através de seu próprio esforço (ainda que criminoso). Para ele a própria existência do Super-Homem, que já nasceu com seus poderes, sem ter de conquistar nada, é um absurdo. Apesar de sobreviver a plano após plano de Luthor, Super-Homem nunca conseguiu provar sua autoria nos ataques.
Pouco depois, Luthor adquiriu a única amostra de kryptonita da Terra, que estava em posse do ciborgue Metallo. Agentes da Lexcorp sequestraram Metallo durante uma batalha. Lex usou o minério para fabricar um anel, que passou a usar ininterruptamente. Ironicamente, a exposição por um longo período à radiação da criptonita mostrou-se letal também para seres humanos, e afetou Luthor na forma de câncer. Antes dessa data não havia ocorrido nenhuma situação na qual a exposição à kryptonita tivesse afetado um humano de qualquer forma.

### Década de 1990
A mão de Luthor teve que ser amputada para impedir a propagação do câncer, mas então o tumor já tinha sofrido metástase e a doença atingiu um nível terminal. Mas Luthor já tinha planos sobre como driblar a morte. Ele fingiu morrer num acidente de avião, mas na verdade foi para um laboratório secreto na Austrália, onde seu cérebro foi transplantado para um clone saudável. Com o novo corpo mais jovem (possuindo inclusive uma longa cabeleira ruiva), ele retornou para Metrópolis fingindo ser seu próprio filho ilegítimo.
Luthor usou sua nova identidade para continuar a atormentar o Superman secretamente. Como parte de um de seus planos, ele chegou mesmo a seduzir a Supergirl. Mas o período saudável não durou muito, e seu novo corpo começou a sofrer com uma doença que afetou todos os clones do Universo DC (inclusive o segundo Bizarro, criado pela LexCorp). A doença começou a deteriorar Luthor, que experimentou um período de envelhecimento precoce. Ele também tornou-se mais descuidado, numa época que Lois Lane descobriu provas de que Lex Luthor havia assassinado uma funcionária da LexCorp e incriminado outra pessoa. O prosseguimento da investigação levou Lois a descobrir a verdade sobre a morte forjada de Lex e sobre sua nova identidade. Luthor passou então a persegui-la e chegou a incendiar o Planeta Diário. A repórter resistiu com a ajuda do Super-Homem e desmascarou publicamente o vilão. Na época o corpo de Luthor já estava deteriorado demais para que pudesse sequer se mover, mas pouco tempo antes disso ele havia ativado um plano para destruir Metrópolis. O plano destruiu praticamente toda a cidade, provocando milhares de mortes. Luthor continuou preso em seu corpo envelhecido até fazer um pacto com Neron, que restaurou seu corpo em troca de sua alma. Quando voltou a Metrópolis já reconstruída, Luthor foi preso, mas foi absolvido de todas as acusações alegando que foi sequestrado e substituído por um clone, que seria o verdadeiro culpado.
Lex Luthor passou a cultivar uma imagem de filantropo depois disso, promovendo o desenvolvimento tecnológico de Metrópolis através de tecnologia alienígena em seu poder. Mais tarde a LexCorp usou a mesma tecnologia para reconstruir Gotham City, que havia sido arrasada por um terremoto e abandonada pelo governo norte-americano (durante o arco de histórias do Batman chamado Gotham: Terra de Ninguém). Num ato ainda mais memorável, Luthor ajudou a Liga da Justiça a "recarregar" o sol durante o arco de histórias Noite Final. Essa figura respeitável que construiu em volta de si foi útil à Luthor quando se candidatou à presidência.
Apesar da ira que Lois Lane provocou em Luthor por destruir seu império do crime no passado, o vilão nutre uma paixão secreta por ela. Lex já se envolveu com diversas outras mulheres; sua versão Pós-Crise já foi casada oito vezes, mas os sete primeiros casamentos só foram mostrados em flashbacks e lembranças. O oitavo, com a condessa Erica Alexandra Del Portenza, foi consumado por interesses calculistas de ambos. No ínterim entre as denúncias de Lois e o retorno de Luthor, a Condessa conseguiu o controle da LexCorp. O casamento foi a condição da Condessa para restituir o controle da companhia a Luthor. A união foi marcada por incessantes brigas e pela gravidez da Condessa pouco tempo depois. A Condessa começou a usar a criança para chantagear Lex antes mesmo dela nascer. Luthor reagiu; aproveitando-se do desejo da esposa de estar inconsciente durante o trabalho de parto, ele a isolou no subsolo de uma de suas empresas, mantendo-a em estado de coma induzido através de drogas. Batizou a filha Lena (na versão pós-Crise, Lena foi o nome de uma irmã adotiva) e a criou sozinho. Ele jurou jamais se casar de novo para não dividir o afeto da filha com outra pessoa. Meses depois sugeriu-se que Luthor tivesse matado a Condessa, mas o corpo nunca apareceu, o que indica que a personagem pode voltar.

### Presidente dos Estados Unidos (2000)

Lex 2000 #1, apresentando Lex Luthor como Presidente dos Estados Unidos

Luthor foi eleito presidente dos Estados Unidos no ano 2000. Sua campanha foi baseada numa plataforma progressista, com Lex prometendo avanço tecnológico idêntico ao de Metrópolis para todo o país. Sua vitória foi garantida pela impopularidade do governo anterior, que se devia a sua incapacidade em reconstruir Gotham. O que ninguém sabia na época é que Luthor estorvou a reconstrução propositalmente. Quando Bruce Wayne descobriu sua ligação com o incidente rompeu todos os contratos militares das Empresas Wayne com o Governo, em protesto contra a eleição de Luthor. Luthor se vingou encomendando o assassinato da namorada de Wayne, Vesper Fairchild, e incriminando-o. A popularidade de Luthor como presidente disparou quando ele coordenou uma ação conjunta entre o exército norte-americano e os super-heróis da Terra contra o invasor alienígena Imperiex. Luthor já sabia da iminência da invasão alienígena, mas friamente se omitiu de avisar os super-heróis com antecedência.
Luthor só descobriu a identidade secreta do Superman em 2002, quando um cientista entregou-lhe documentos secretos do governo que registravam a queda da nave que trouxe Kal-El à Terra próximo à fazenda dos Kent. Luthor matou o cientista e decidiu manter em segredo sua descoberta, mesmo depois que Clark, junto de Lois, publicou provas de que Luthor sabia antecipadamente que ocorreria a invasão alienígena e não acionou qualquer plano de defesa. Luthor saiu-se impune dessas acusações ao passar incólume por vários testes de detecção de mentira (inclusive o Laço da Verdade da Mulher Maravilha) com a ajuda do telepata Manchester Black. A reportagem de Clark foi considerada uma fraude e resultou em sua demissão. Mais tarde Manchester Black tentou matar o Superman e todos os seus familiares. Quando estava prestes a matar Lois foi detido por Luthor. Antes de morrer, Manchester Black se vingou apagando da mente de Luthor o conhecimento de que Clark e o Super eram a mesma pessoa.
Depois do sucesso em incriminar Bruce Wayne pela morte de Vesper, Luthor tornou-se superconfiante. Numa tentativa de responsabilizar o Super-Homem pela aproximação de um meteoro de kryptonita em direção a Terra, acabou levantando suspeitas para cima de si. Além disso o Homem de Aço e o Batman descobriram outra farsa de Lex: ele tentou fazer com que Batman pensasse que o vilão Metallo fora o responsável pelo assassinato de seus pais. Estes fracassos em sequência levaram Luthor a uma tentativa desesperada de destruir seu arqui-rival, usando o Veneno (um super-esteroide usado pelo criminoso Bane), kryptonita sintética e um exotraje de Apokolips ao mesmo tempo. Afetado pela loucura causada pelo Veneno, Lex não hesitou em lutar em público, revelando ao país o louco que era. Depois da batalha, Luthor teve de renunciar, deixando a presidência para o vice Pete Ross. Além do comando do país, ele perdeu o comando de sua empresa, porque durante sua ausência a executiva Talia al Ghul, sua substituta como presidente da companhia, vendeu a LexCorp para as Empresas Wayne.

### Novo Krypton(2009-2010)
Lex é preso por seus crimes, mas não demora muito até ele ser livrado da sentença por General Lane, que faz isso com condição de que Lex trabalhe no projeto 7734. Nisso ele tem acesso ao conhecimento dentro de Brainiac e ativa a nave dele que estava em Kandor. Os robôs de Brainiac atacam Kandor enquanto que Metallo e Reactron matam Zor-El.
Depois de seu sucesso no ataque, Lane dá a Lex o corpo de Apocalypse para que ele possa estudá-lo.

### Superman: Origem Secreta(2009-2010)
Lex Luthor é filho do abusivo e alcoólatra Lionel Luthor e de sua esposa Letitia. Ele não tinha nenhuma afeto por seus pais mas sim por sua irmã Lena. Durante sua juventude ele vive por um tempo em Smallville onde lá se torna amigo de um jovem Clark Kent (que futuramente será seu inimigo Superman). Depois que seu pai, Lionel, morre, Lex pega o dinheiro do seguro e vai para Metrópolis onde lá, constrói a LexCorp.
Lex se torna o homem mais poderoso de Metrópolis e praticamente manipulava a todos. Todo dia ele pegava uma pessoa para melhorar a vida dela, o que fez com que ele tivesse a imagem de herói. Um dia, ele pega Rudy Jones, mas quando Rudy come uma rosquinha contaminada por um produto químico ele se torna o Parasita. Superman enfrenta o Parasita e o derrota, o que não agrada nem um pouco a Lex. Ele entra em contato com o General Lane, que estava convencido de que Superman era uma ameaça, e o informa que ele é um alienígena. Ele transforma um dos soldados de Lane, o Sargento John Corben, em Metallo para combater Superman. Superman o derrota e passa a ser visto como um herói, enquanto que Lex deixa de se tornar o cidadão mais poderoso de Metrópolis.

## A Verdadeira Origem
Uma minissérie de 12 edições lançada nos EUA em 2004, Birthright, alterou outra vez vários aspectos do passado de Luthor, tais como sua juventude em Metrópolis e seu primeiro encontro com o Super-Homem, através da introdução de elementos da série de televisão Smallville. Exemplo de similaridades com a série introduzidas estão o fato de Lex ter passado uma parte da juventude em Smallville (ou Pequenópolis), sua relação problemática com seu pai, Lionel e sua amizade com Clark Kent. Estes retcons foram controversos, mesmo para o roteirista da minissérie, Mark Waid. Waid é conhecido por suas críticas negativas às modificações sofridas pelo background do Super-Homem em 1986, e seu plano original com Birthright era anular a versão de John Byrne para a origem de Luthor. A DC optou por permitir mudanças no passado do personagem, mas apenas as que pudessem aproximá-lo de sua versão em Smallville. É dito que Waid não teria aceitado esse acordo a princípio, mas teria voltado atrás quando a DC Comics ameaçou abortar todo o projeto. Na versão de Legado das Estrelas, Luthor era um jovem órfão da cidade de Smallville (Pequenópolis, nas versões brasileiras), tendo frequentado constantemente a Casa de Detenção Juvenil da cidade. Luthor teria inclusive sido amigo do jovem Clark e sua proximidade dele até mesmo teria causado sua calvície precoce (leia mais sobre isso no item curiosidades). Em algumas aventuras que se seguiram as aventuras iniciais de Luthor, o jovem não era órfão e sim filho de um rico e maligno empresário também de Smallville, que até mesmo batia no garoto, o que justificava sua tendência ao mal (esta versão é a adotada na recente série Smallville).
No entanto, a "versão oficial" da história de Luthor é a de John Byrne: Alexander Joseph Luthor nasceu em Metrópolis. Neto de um grande vendedor de armas que enriqueceu com a primeira Guerra Mundial e faliu com a crise de 29, Lex teve uma infância difícil não só pela pobreza em que viviam os pais, mas pelo fato de ambos serem dependentes de álcool e extremamente violentos. O pequeno Lex, no entanto, era um gênio. Na escola, onde chegou a ser colega de Perry White (o editor-chefe do Planeta Diário), era mais capacitado que os demais alunos, mas era cruel e vingativo, tendo até mesmo pago adultos para espancar garotos mais velhos que zombavam dele. Aos 13 anos, Lex fez um seguro de vida em nome dos pais e sabotou o carro dos dois, tendo subornado o mecânico do seguro para esconder sua sabotagem. Com o dinheiro, Luthor deu início a seu império. Com muita inteligência e habilidade não só para antever negócios como para manipular o mercado a seu bel-prazer, Luthor tornou-se rapidamente o dono de praticamente toda Metrópolis. No entanto, o surgimento do Super-Homem abalou Luthor.
Mas em 2009 sua origem vem com uma nova versão oficial na minissérie Superman: Origem Secreta, já que o passado do personagem e de seu algoz, Superman, é alterada na saga Crise Final, com isso a versão de John Byrne é eliminada. Essa versão foi escrita por Geoff Johns e chegou ao Brasil pela Panini Comics em maio de 2010 na edição #90 da Revista Superman. A minissérie junta elementos dos filmes estrelados por Christopher Reeve, de Smallville e também da minissérie escrita por Mark Waid.

## Formas de agir
Luthor age constantemente através de terceiros, é um grande estrategista e um líder nato. Já se valeu dessas características para se tornar presidente dos Estados Unidos durante um período entre os anos de 2000 e 2001, após o qual teve de renunciar.
Dono de um grande ego, Lex sempre fez questão de posar como o maior e melhor cidadão de Metrópolis, "título" que naturalmente a população acabou dando ao herói. Por esse motivo - e pela intervenção do Homem-de-Aço em vários de seus negócios escusos - Luthor passou a odiar o Super-Homem. Soma-se a este fato que Luthor nutre uma paixão por Lois Lane, que inicialmente o trocou pela ideia do Superman e depois por Clark Kent (que Luthor não sabe ser o herói). Luthor não gosta nada a Kent, mas odeia muito mais o Superman.
Luthor chegou, inclusive, a obter um anel de kryptonita para usar contra o herói, cuja radiação fez com que ele perdesse a mão direita, substituída por uma prótese, nas histórias atuais, Luthor obteve outro anel subtraído de Batman, mas com este toma mais cuidado.
Na década de 90, Luthor chegou a simular sua morte, dando lugar ao filho, Lex Júnior. No entanto, tratava-se de um clone para o qual Lex havia transferido seu próprio cérebro, "trocando" de corpo para um mais jovem (e com as duas mãos...). Mas o clone, que chegou a namorar a Supergirl, acabou se degenerando e Lex voltou a antiga forma, careca (apesar de com um corpo bem mais novo que o original), e ainda usou a história do clone para se livrar da acusação de ter destruído Metrópolis, que acabou atribuída a um "clone maligno".
Luthor chegou a casar-se com uma vilã (a "Condessa") e teve uma filha, Lena, que acabou dando ao vilão futurista Brainiac 13 em troca de alta tecnologia para refazer Metrópolis como a cidade do futuro. Luthor também tentou expandir seu domínio para Gotham City, que havia sido destruída por um terremoto (a famosa série "Terra de Ninguém", mas acabou sendo impedido por Bruce Wayne).
Por fim, nas histórias mais recentes (no Brasil, o início desta saga ocorre em Superman 18, da Editora Abril), Luthor conseguiu se eleger presidente dos Estados Unidos. Este novo rumo não só abre uma nova série de possibilidades para infernizar o Superman e todos os demais heróis DC, como também marca oficialmente o distanciamento das histórias da DC do mundo real (até então o presidente dos EUA dentro das HQs era o correspondente ao real, ou seja, Bill Clinton, que chegou a aparecer em várias HQs do Superman).
Durante a saga de Brainiac 13, Lex sacrificou sua própria filha, Lena, para assegurar seu controle sobre Metrópolis. Surpreendentemente, um dia depois de Metrópolis ter sido aperfeiçoada, Luthor registrou mais de 500 patentes, toda com a tecnologia B13.
O desejo de ter mais atenção do que o Superman estava sempre na mente de Luthor até que ele chegou a conclusão que havia somente uma coisa a fazer... tornar-se Presidente dos Estados Unidos. Lex Luthor levou a sério sua candidatura, escolheu Peter Ross como seu vice, ganhando assim o eleitorado de Kansas. Surpreso, Clark viu dia a dia o nome de Luthor ficar mais forte, mesmo acreditando que o povo não o elegeria. Porém não foi isso que ocorreu, Lex se tornou o 43º Presidente dos Estados Unidos, ganhando a eleição com uma plataforma para promover o progresso tecnológico. Superman engolindo o seu orgulho, parabeniza Luthor pela vitória diante da imprensa, durante a festa da vitória.
Lex utiliza suas habilidades administrativas para fazer a Casa Branca funcionar como uma companhia e usa sua imensa popularidade aliada à sua habilidade política para administrar o país. Sua incontestável liderança foi determinante durante a guerra interestelar conhecida como "Mundo em Guerra", sendo um dos estrategistas responsáveis por conduzir os metahumanos terrestres na vitória sobre Imperiex.
Luthor acredita que finalmente superou o "alienígena", após todos os anos em que este roubou sua fama. Para Luthor, o Superman pode até se gabar de já ter salvo ao mundo uma dúzia de vezes, mas o povo americano elegeu-o para ser seu líder. Este é "seu" País, e será sob sua mão firme que América se elevará a uma glória muito maior da que jamais teve e após 124 anos, os Estados Unidos verão um trabalho bem feito!
Por ser um vilão das HQs do Super-Homem, obviamente os personagens das histórias de Lex são os mesmos das do herói, ainda que de quando em quando ele infernize a vida de outros heróis e vilões (em especial Batman e Coringa). Vale ressaltar, porém, que nas HQs recentes Lex mantém em seu staff uma dupla de moçoilas grandes, fortes e voluptuosas que são suas guarda-costas e associadas fixas: Mercy ("Clemência") e Hope ("Esperança"). Cat Grat também se tornou quase obrigatória nas HQs de Luthor por ser apresentadora da rede de TV do vilão e Pete Ross, amigo de infância do Super-Homem, também deverá aparecer mais nas histórias com o vilão, já que ele é o vice-presidente eleito da chapa de Luthor.
O começo da publicação Superman & Batman, deu uma nova reviravolta na carreira do vilão. Numa tentativa de responsabilizar o Super-Homem pela aproximação de um meteoro de kryptonita em direção a Terra, acabou levantando suspeitas para cima de si. Além disso o Homem de Aço e o Batman descobriram outra farsa de Lex: ele tentou fazer com que Batman pensasse que o vilão Metallo fora o responsável pelo assassinato de seus pais. Estes fracassos em sequência levaram Luthor a uma tentativa desesperada de destruir seu arqui-rival, usando o Veneno (um super-esteroide usado pelo criminoso Bane), kryptonita sintética e um exotraje de Apokolips ao mesmo tempo. Afetado pela loucura causada pelo Veneno, Lex não hesitou em lutar em público, revelando ao país o louco que era. Depois da batalha, Luthor teve de renunciar, deixando a presidência para o vice Pete Ross. Além do comando do país, ele perdeu o comando de sua empresa, porque durante sua ausência a executiva Talia al Ghul, sua substituta como presidente da companhia, vendeu a LexCorp para as Empresas Wayne.

## Terra alternativa

### Universo de Antimatéria
Em JLA: Earth 2 (2001) foi descoberto que havia uma dimensão parecida com a Terra 3 seu nome é Universo de Antimatéria de Qward e lá Alexander Luthor não é casado com a versão de Lois Lane local pois essa Lois Lane é a vilã conhecida como Super-Mulher que é membro do grupo conhecido como Sindicato do Crime da Amérika e ele não está sozinho porque existe uma grupo de heróis chamado Justiça Subterrânea, contraparte de antimatéria da Sociedade Secreta dos Supervilões.

### Mundo Compacto
O Lex Luthor daquele mundo era um cientista bondoso que criou a Matriz, uma versão da Supergirl criada a partir do DNA de Lana Lang daquele mundo junto a uma substância chamada protomatéria. Esta Lana havia morrido devido a destruição provocada por 3 criminosos kryptonianos que Luthor ingenuamente libertou da Zona Fantasma (o nível de poder dos Kryptonianos era Pré-Crise). Como ninguém tinha os poderes necessários para detê-los, o Lex Luthor daquele mundo, um nobre cientista, criou uma forma de vida de protomatéria, A Matriz, usando o material genético de Lana Lang, na esperança de criar um ser capaz de deter os três criminosos.

## Em outras mídias
Por sua popularidade extrema, Lex foi figura de destaque nos desenhos do Superman e da Liga da Justiça, onde geralmente comandava a Legião do Mal, formada por ele e vários outros vilões. .
Lex foi vilão em Super- Homem A Série Animada.
É vilão na animação da Justiça Jovem.
Na série Smallville foi interpretado por Michael Rosenbaum.
Aparece como personagem jogável em Injustice: Gods Among Us. Nessa terra alternativa, Lex nunca se dedicou à atividades criminosas sendo, assim, amigo do Superman, embora tenha ajudado a Insurgência e o Batman a lutarem contra o Regime.

## Poderes e Habilidades
Lex Luthor possui memória fotográfica, e possui intelecto genial, sendo um engenheiro expert que usa sua fortuna para o desenvolvimento das mais diversas tecnologias. Possui a  armadura de guerra que confere ao usuário habilidades como: Força e resistência sobre-humanas, voo por meio de propulsores, geração de Campos de força, Arsenal de diversos tipos de kryptonita em suas luvas(  verde, azul,vermelha e preta), geração de fortes correntes elétricas e raios de energia azul, emissão de uma lâmina feita de plasma de kryptonita da luva direita, espinhos de kryptonita escondidos sob o braço direito e muitas vezes ainda carrega armas de kryptonita

### Desenhos Animados
- Na animação "The New ofeeixom Supermam (Filmation - 1966)", Lex faz sua primeira aparição no série animada.
- Na animação Super Amigos, Lex comandava a Legião do Mal e usava o clássico traje roxo e verde da época da Era de Prata.
- Em Superman: A Série Animada de 1996, Lex aparece fiel com relação à sua versão moderna. No desenho, ele é um empresário de meia idade que lucra também com armas e é o responsável pela criação de Metallo e Bizarro.
- Em Liga da Justiça, Lex parte para os combates com sua armadura verde ou com arma de fogo ao contrário da Série Animada onde ele age por trás de terceiros a história de Lex é ampliada, onde dessa vez ele é convertido de simples empresário e rival de Superman para o maior inimigo da Liga.
- Em Liga da Justiça: Sem Limites, enquanto Lex era somente um vilão secundário no desenho anterior e na 1ª temporada deste, ele se torna o vilão principal nas duas últimas temporadas do desenho. Na 2ª temporada ele se candidata a Presidente dos Estados Unidos e ajuda Amanda Waller a acabar com a Liga, mas ele a engana e o pior é quando nos dois episódio finais da temporada ele acaba se fundindo com Brainiac. Na última temporada do desenho, Lex passa a maior parte do tempo procurando uma maneira de restaurar Brainiac. Ele consegue atingir seu objetivo no penúltimo episódio do desenho, entretanto ele restaura Darkseid no lugar de Brainiac. Enquanto os heróis e vilões se unem para enfrentar Darkseid, Lex sai à procura da Equação AntiVida, que seria a única forma de acabar com Darkseid de uma vez por todas. No fim, Lex acaba sacrificando a si mesmo para salvar o mundo.
- No filme animado Superman: Doomsday (A Morte do Superman no Brasil), Apocalypse surge no momento em que um grupo de escavadores à mando de Lex estavam procurando uma nave que caíra ali há algum tempo. Apocalypse sai da nave matando a todos e ameaça da criatura termina quando ocorre o combate entre ele e Superman e, assim, a morte de ambos. Lex secretamente rouba o corpo do Superman e o clona, nisso surge um clone do Superman que começa a agir de maneira mais sombria qe o original e logo se volta contra Lex e o deixa severamente ferido. Ao final do filme, Lex aparece numa cadeira de rodas respirando com a ajuda de aparelhos
- No filme animado Superman/Batman: Public Enemies (no Brasil Superman/Batman: Inimigos Públicos), Lex é o vilão principal e, como Presidente dos Estados Unidos ele inicia uma perseguição contra Superman e Batman.
- No filme animado Justice League: Crisis on Two Earths.  Na animação Justiça Jovem Lex é vilão.

## Smallville

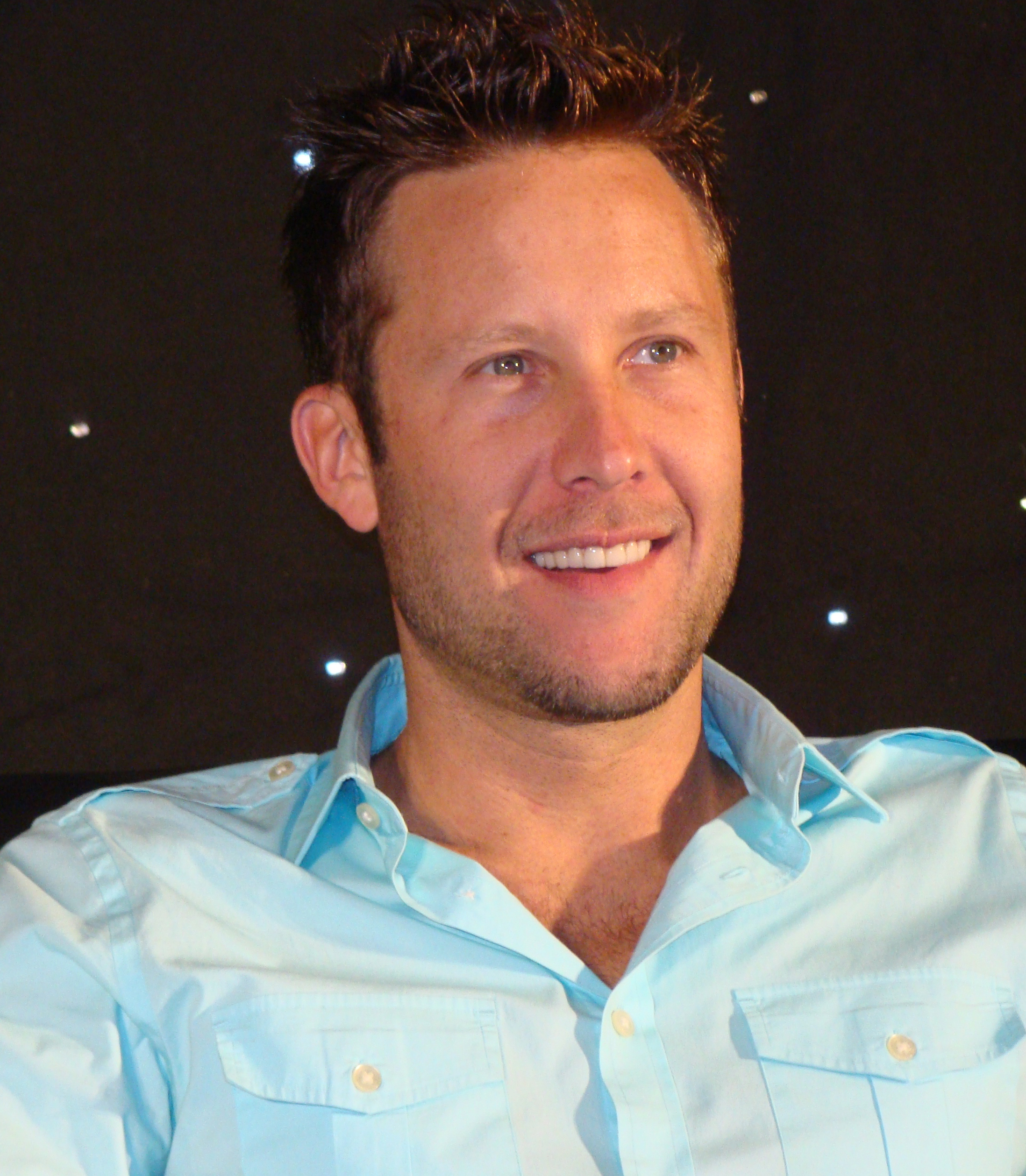
Michael Rosenbaum

Michael Rosenbaum retratou uma encarnação mais jovem do personagem na série Smallville (2001). Lex é enviado para Smallville por seu pai Lionel Luthor para dirigir a empresa de fertilizantes locais LuthorCorp. Depois de perder o controle de seu carro e ser vitima de um acidente, é salvo por Clark Kent e rapidamente desenvolve uma amizade com o garoto de fazenda. Lex é um personagem moralmente ambíguo e uma pessoa curiosa, levando-o a alcançar maior poder conforme a série progride e, finalmente, levando-o a tornar-se o maior inimigo de Clark. Torna-se convencido de que é "necessário" proteger o mundo dos extraterrestres e super-humanos, o que o leva a matar o próprio pai e se voltar contra todos que ele não pode controlar. É incapaz de aceitar que pessoas com habilidades extraordinárias podem não ser necessariamente antagônicas. Após Rosenbaum deixar a série, Lex foi disputado por vários atores substitutos, com os rostos obscurecidos, ou por outros atores cujos personagens foram "clones alterados" do Lex original. Rosenbaum reprisou seu papel no final da série de duas horas (que foi ao ar em 13 de maio de 2011) em que a memória de sua vida imoral e seu conhecimento da identidade secreta de Clark são apagados por sua irmã Lutessa Lena Luthor. Um epílogo definindo sete anos no futuro retrata Luthor, agora presidente dos Estados Unidos, vestido de branco com uma luva preta. Esta é uma reversão de guarda-roupa previamente escura do personagem da série, e emula sua aparição nos quadrinhos depois de perder a mão devido a Kriptonita envenenada.

## Cinema

### Primeira Quadrilogia (1978 - 1987)
- Gene Hackman interpretou Lex Luthor nos filmes estrelados por Christopher Reeve - nestes filmes, no entanto, o Lex desses filmes usava peruca constantemente e tinha um ar mais cômico do que maquiavélico. Em Superman, Lex é um criminoso procurado pela polícia cujo único objetivo é cometer o maior crime do século, mas a chegada de Superman em Metrópolis complica as coisas. No entanto, Lex descobre a fraqueza de Superman e programa dois mísseis para atingir a Califórnia. Ele atrai Superman para uma armadilha, onde colcoca no Homem de Aço uma corrente com kryptonita. Superman é salvo por Eve Teschmacher (assistente de Lex) e consegue deter os mísseis e levar Lex à cadeia.
- Em Superman II, Lex escapa da cadeia com o intuito de saber mais a respeito de Superman, o que o leva à Fortaleza da Solidão onde ele descobre também sobre o General Zod. Ele e Zod unem forças e após Superman ter derrotado Zod e seus comparsas, Lex é preso novamente.
- Era para Lex ter aparecido em Superman III, contudo Gene não quis pois estava com ressentimento de Alexander e Ilya Salkind devido a eles terem tirado Richard Donner da franquia. O personagem foi substituído por Ross Webster, interpretado por Robert Vaughn.
- Em Superman IV (o filme que encerraria a franquia iniciada em 1978), Lex retorna e sai da cadeia com a ajuda de seu sobrinho, Lenny Luthor (Jon Cryer, o Alan Harper da série Two and a Half Men). Usando um fio de cabelo do Superman e seu próprio DNA, Lex cria uma espécie de clone, o Homem-Solar. O Homem-Solar é mais poderoso que Superman, entretanto se ele não fica exposto ao Sol, ele acaba ficando "desativado". Após derrotar a criação de Lex, Superman leva seu arquiinimigo à cadeia novamente.

### Superman Returns(2006)
No filme lançado em Julho de 2006 Superman Returns, Luthor é interpretado pelo duas vezes vencedor do  Oscar, Kevin Spacey. O filme tem seu lugar após os primeiros dois filmes do Superman, e elimina da franquia os dois, sem sucesso, filmes posteriores (Superman III e Superman IV: The Quest for Peace). No filme, Lex Luthor, como sempre, está a procura de vingança contra o Superman por colocá-lo na cadeia e e suas maquinações mais uma vez alteram a realidade, como foi apresentado no filme de  Richard Donner. Mas uma coisa interessante, é que ele é uma mescla do Lex pré-crise, apresentado no Superman - O Filme, de 1978, com o atual, milionário sádico que quer a todo custo derrotar o último filho de krypton.

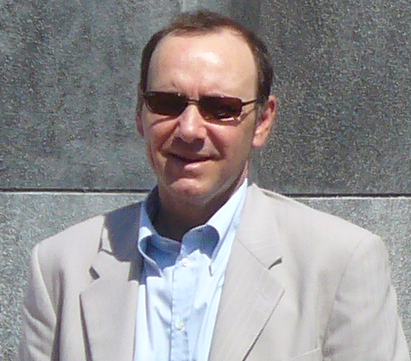
Spacey interpretou o papel de Luthor no filme Superman Returns de 2006

Luthor começa a história roubando a fortuna de uma velha milionária, assinando o testamento que daria tudo para ele. Depois de uma visita a Fortaleza da Solidão, na qual desvenda todos os segredos do planeta natal do Super, Luthor rouba, e usa cristais kryptonianos, (que crescem absurdamente em contato com água e absorvem as características dos minerais próximos) para criar um novo continente no lugar aonde se encontra a costa leste dos EUA, causando a destruição de várias cidades, incluindo aí, Metrópolis, o que causaria o genocídio de milhões de pessoas. Para impedir que o Homem de Aço interfira em seu engenhoso plano, ele junta o cristal a um pedaço de Kriptonita, resultando em um enorme continente crescente, rico em kriptonita, pronto para destruir tudo que estiver pelo caminho. Mas com uma boa dose de clichê e força de vontade, Superman consegue mais uma vez frustrar os planos do careca e se livrar da ilha de kriptonita. Spacey descreve seu Luthor como uma mistura dos vários Lexes: Tem a inteligência e a classe do Lex dos quadrinhos modernos, a explosividade e ideias maquiavélicas do Lex pré-crise, e o personagem cômico dos filmes de Donner (mas que geralmente, seu lado cômico, serve apenas para dar ênfase as suas explosões de raiva). Diferente de Hackman, este Luthor parece confortável sendo careca, ignora as muitas piadas feitas sobre sua calvície. Durante vários pontos do filme ele usa perucas e é mostrado que ele tem uma coleção delas, onde escolhe qual usará, mas na sua vida privada, ele permanece careca. Entretanto, este Lex demostra uma certa semelhança com o Coringa retratado em Liga da Justiça, onde inclusive faz uso de um expediente baixo de espancar covardemente o Superman junto com seus capangas, de forma idêntica a que o Coringa fez em um episódio de Liga da Justiça com o Batman, algo que o Lex de Gene Hackman jamais fez.

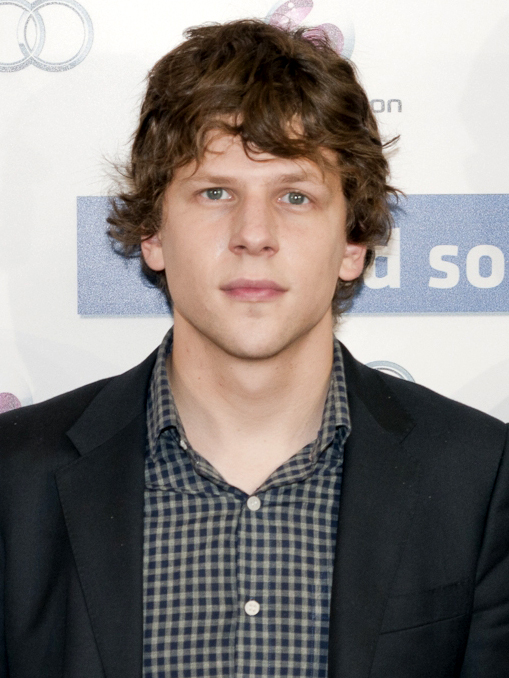
Jesse Eisenberg interpretou Lex Luthor no filme Batman v Superman: Dawn of Justice, em 2016.

### Batman v Superman: Dawn of Justice
Lex Luthor é interpretado por Jesse Eisenberg na sequência de Man of Steel (2013), Batman v Superman: Dawn of Justice, filme de 2016. Ele é verdadeiramente maligno, megalomaníaco, tem uma personalidade extravagante, é cômico, e tem cabelo na maior parte do filme.

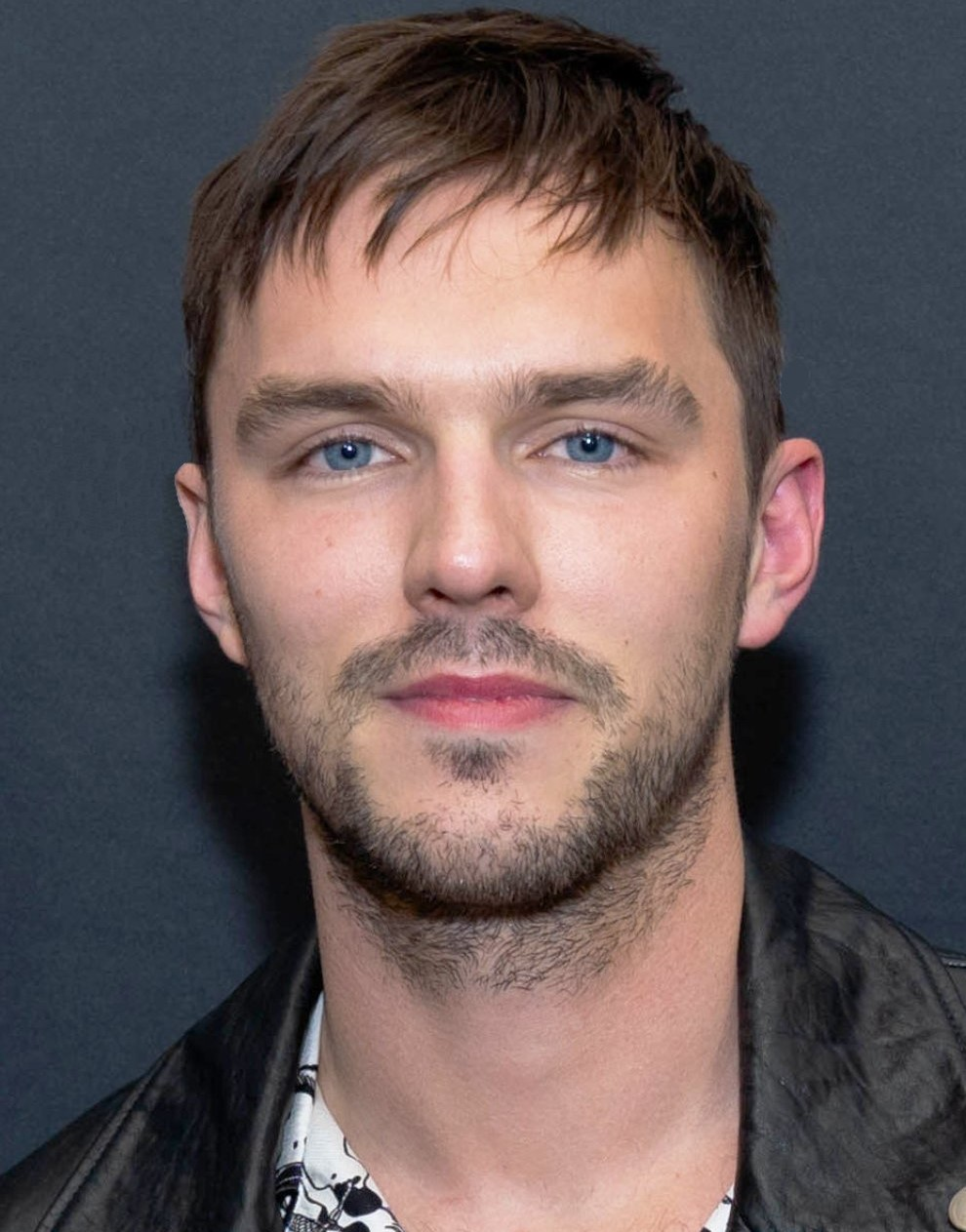
Nicholas Hoult é o Lex Luthor do DCU.

### Superman (2025)
Em 2023, James Gunn, diretor e roteirista do filme, confirmou que Luthor estará no filme e será interpretado pelo ator Nicholas Hoult.